# 골든팝스 (밴드)
골든팝스(Golden Pops)는 대한민국의 인디 밴드이다. 한국에서 가장 오래된 락 페스티벌인 쌈지사운드페스티벌의 2006년 공연의 숨은 고수 출신으로, 현재 소속사는 쌈지사운드페스티벌을 주관하는 '쌈넷'이다. 골든팝스는 6070의 팝의 느낌을 잘 살려내는 밴드로 명성을 얻고있다.

## 구성원
- 호균 (본명: 조호균) : 기타, 보컬
- pL (본명: 정재호) : 드럼
- Jimbok (본명: 정진복) : 리드 기타

### 이전 구성원
- 현진 (본명: 정현진) : 베이스 기타

## 음반 목록

### The Great fictions (EP)/(2007)
1. 60's 11
2. Empty Words
3. She`s On Your Way
4. Wish
5. Mirror Man